# Federaal instituut voor Duurzame Ontwikkeling

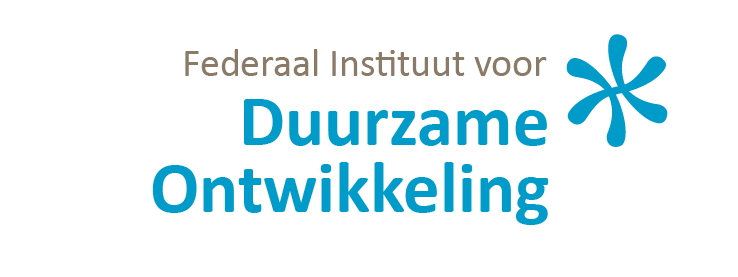
Het logo van het Federaal Instituut voor Duurzame Ontwikkeling

Het Federaal instituut voor Duurzame Ontwikkeling (afgekort: FIDO) is de federale overheidsdienst die de Belgische federale regering bijstaat in de voorbereiding van het beleid inzake duurzame ontwikkeling. Het FIDO staat ook in voor de coördinatie en uitvoering van dit beleid.

## Geschiedenis
Tijdens de wereldtop inzake duurzame ontwikkeling in Johannesburg in 2002, ging België enkele verbintenissen aan omtrent dit thema. Om deze verbintenissen te realiseren, werd de Programmatorische federale Overheidsdienst Duurzame Ontwikkeling (POD DO) opgericht. Op 3 maart 2014 werd de POD Duurzame Ontwikkeling via een koninklijk besluit omgevormd tot het Federaal Instituut voor Duurzame Ontwikkeling (FIDO). Het instituut is opgericht bij de FOD Kanselarij van de Eerste Minister. Het FIDO valt onder de verantwoordelijkheid van de minister bevoegd voor duurzame ontwikkeling.

## Opdrachten
Naast de voorbereiding van het federale beleid omtrent duurzame ontwikkeling en de uitvoering en coördinatie van dit beleid, heeft het FIDO nog enkele andere opdrachten. Zo stellen ze hun expertise over duurzame ontwikkeling ter beschikking aan andere overheidsdiensten en aan organisaties buiten de overheid. Het FIDO staat ook in voor het voorzitterschap en het secretariaat van de Interdepartementale Commissie voor Duurzame Ontwikkeling (ICDO), een overlegorgaan tussen de verschillende federale overheidsdiensten aangaande duurzame ontwikkeling. Ook de regionale overheden zijn in dit overleg- en coördinatieorgaan vertegenwoordigd. Onderwerpen waar het FIDO zich mee bezighoudt zijn onder andere: het internationale beleid aangaande duurzame ontwikkeling, maatschappelijke verantwoordelijkheid, duurzame overheidsaankopen, duurzame evenementen en stakeholderparticipatie.

### Duurzaamheidslabels
Het instituut onderhoudt sinds 2024 de online databank “Labelinfo”, met meer dan 100 duurzaamheidslabels.

## Belangrijke data
- 1997: De federale strategie voor duurzame ontwikkeling wordt vastgelegd in de wet van 5 mei die het federale beleid op het vlak van duurzame ontwikkeling coördineert.
- 2000: Goedkeuring van het eerste federaal Plan voor Duurzame Ontwikkeling 2000 – 2004.
- 2002: Oprichting van de Programmatorische federale Overheidsdienst Duurzame Ontwikkeling (POD DO).
- 2004: Oprichting van de cellen duurzame ontwikkeling in de federale overheidsdiensten.
- 2004: Goedkeuring van het tweede federaal Plan voor Duurzame Ontwikkeling.
- 2005: Organisatie van de eerste federale Dag voor Duurzame Ontwikkeling bij de federale overheid.
- 2010: Wijziging van de wet van 1997 betreffende de coördinatie van het federale beleid inzake duurzame ontwikkeling.
- 2010: Duurzame organisatie van het Belgische voorzitterschap van de EU.
- 2011: Begin van de begeleiding Duurzame voeding in de federale personeelsrestaurants.
- 2013: De federale regering keurt de langetermijnvisie inzake duurzame ontwikkeling goed.
- 2014: De POD DO wordt het Federaal Instituut voor Duurzame Ontwikkeling (FIDO).
- 2015: Het FIDO wordt verantwoordelijk voor de opvolging van de Duurzame ontwikkelingsdoelstellingen op federaal niveau in België

## Federale beleidsverantwoordelijken belast met duurzame ontwikkeling
- 2020-heden: Zakia Khattabi (Ecolo) - minister van Klimaat, Leefmilieu, Duurzame Ontwikkeling en Green Deal
- 2014-2020: Marie-Christine Marghem (MR – MCC) – minister van Energie, Leefmilieu en Duurzame Ontwikkeling
- 2013-2014: Servais Verherstraeten (CD&V) – staatssecretaris voor Duurzame Ontwikkeling
- 2011-2013: Steven Vanackere (CD&V) – minister van Financiën en Duurzame Ontwikkeling
- 2007-2011: Paul Magnette (PS) – minister van Klimaat en Energie
- 2004-2007: Els Van Weert (Spirit) – staatssecretaris voor Duurzame Ontwikkeling en Sociale Economie
- 2003-2004: Freya Van den Bossche (SP. A) - minister van Leefmilieu, Consumentenzaken en Duurzame ontwikkeling
- 1999-2003: Olivier Deleuze (ECOLO) - staatssecretaris voor Energie en Duurzame ontwikkeling
- 1995-1999: Jan Peeters (SP) - staatssecretaris voor Veiligheid en Leefmilieu